# Amtsgericht Charlottenburg

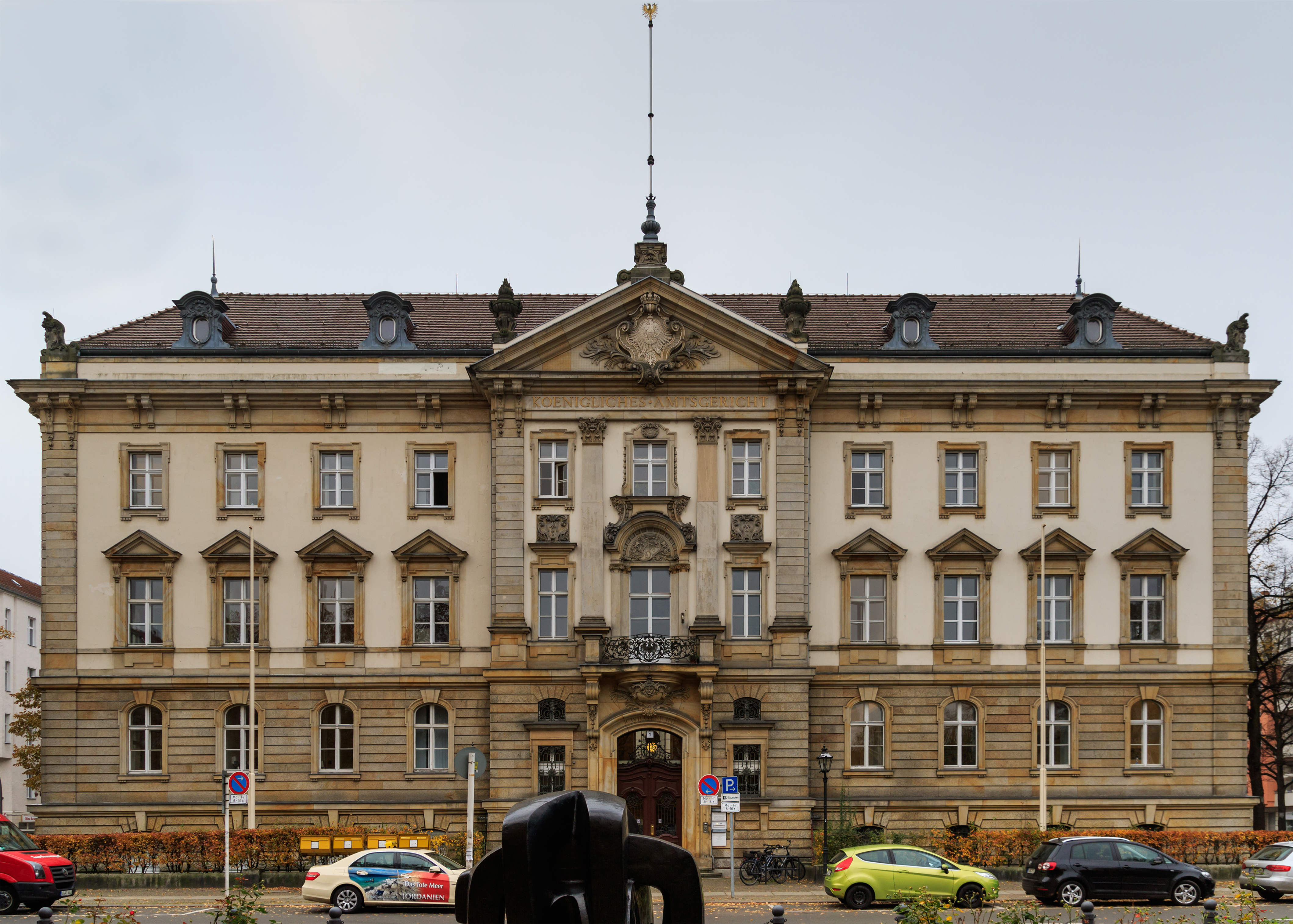
Amtsgerichtsgebäude Charlottenburg, 2015

Das Amtsgericht Charlottenburg ist das für den Berliner Bezirk Charlottenburg-Wilmersdorf in Zivilsachen sowie Verbraucherinsolvenzverfahren zuständige Amtsgericht. Darüber hinaus ist das Gericht zentrales Registergericht für das Land Berlin, in dem die Handels-, Partnerschafts-, Vereins- und Genossenschaftsregister für Berlin geführt werden. Es ist außerdem zuständig für die Durchführung von Insolvenzverfahren in Berlin, insbesondere für Unternehmens- und Regelinsolvenzen für natürliche Personen, also ehemalige Selbstständige. Übergeordnet sind das Landgericht Berlin und das Kammergericht.

## Geschichte
Das Amtsgericht an der Kantstraße entstand am 1. Oktober 1879, als das Gerichtsverfassungsgesetz in Kraft trat. Es war dem Landgericht Berlin II und dieses dem Berliner Kammergericht nachgeordnet. Mit fünf Richterstellen (Stand: 1880) war es das zweitgrößte Amtsgericht im Landgerichtsbezirk. In den Jahren ab 1903 erhielt das Justizgebäude einen Erweiterungsbau an der Ecke Tegeler Weg/Osnabrücker Straße. Der erste Teil des Neubaus sollte sich nur entlang des Tegeler Wegs erstrecken, eine Baufläche war für spätere Erweiterungen vorgesehen. Das ausgeführte Bauwerk wurde im neoromanischen Baustil mit großem repräsentativen Treppenhaus angelegt. Die Fassade aus unregelmäßig geschichtetem Werkstein beherrschte das Äußere des Gebäudes. Dieser Teil des Amtsgerichts Charlottenburg wurde nach dem Krieg zum Landgericht Berlin umgewidmet. Im Jahre 1899 wurde das Amtsgericht Charlottenburg dem Landgericht Berlin III zugeteilt. Mit der Zusammenlegung der Berliner Landgerichte kam das Amtsgericht Charlottenburg 1933 zum Landgericht Berlin.
Nach dem Zweiten Weltkrieg wurde die Gerichtsorganisation kurzfristig neu geordnet. Die sowjetische Besatzungsmacht richtete in jedem Bezirk von Berlin ein Bezirksgericht ein. Entsprechend entstand zum 1. Juni 1945 das Bezirksgericht Charlottenburg. Dabei verkleinerte sich der Gerichtssprengel, da auch ein Bezirksgericht Wilmersdorf gebildet wurde. Die Bezirksgerichte erhielten später die Bezeichnungen Amtsgericht. Auf ihrer zwölften Sitzung beschloss die Alliierte Kommandantur am 27. September 1945 die Gerichtsstruktur der besetzten Stadt. Es gab eine Rückkehr zu der traditionellen Aufteilung mit drei Instanzen; es wurden wieder zwölf Amtsgerichte gebildet. Das Amtsgericht Wilmersdorf wurde aufgelöst und dem Amtsgericht Charlottenburg angegliedert.
Im Amtsgericht waren im Jahr 2003 rund 450 Mitarbeiter, davon 55 Richter im Dienst. Im Jahre 2021 gab es 378 Mitarbeiter, davon 58 Richter.

## Gebäude
Das unter Denkmalschutz stehende Gerichtsgebäude nimmt den gesamten Block zwischen dem Amtsgerichtsplatz, der Holtzendorffstraße, der Witzlebenstraße und der Suarezstraße ein. Sein ältester Teil wurde 1895–1897 von Otto Poetsch und Rudolf Claren im Stil des Neobarock (nach Vorbild des märkischen Barock) für die damaligen Zivilabteilungen am Amtsgerichtsplatz nahe der Kantstraße erbaut. In den Jahren von 1915 bis 1921 wurde es von dem Architekten Schulz erweitert. Das verputzte Gebäude mit Sockel aus schlesischem Granit und Hauptportal mit dreiachsigem Mittelrisalit umschließt einen geräumigen Innenhof.
Strafgericht an der Kantstraße

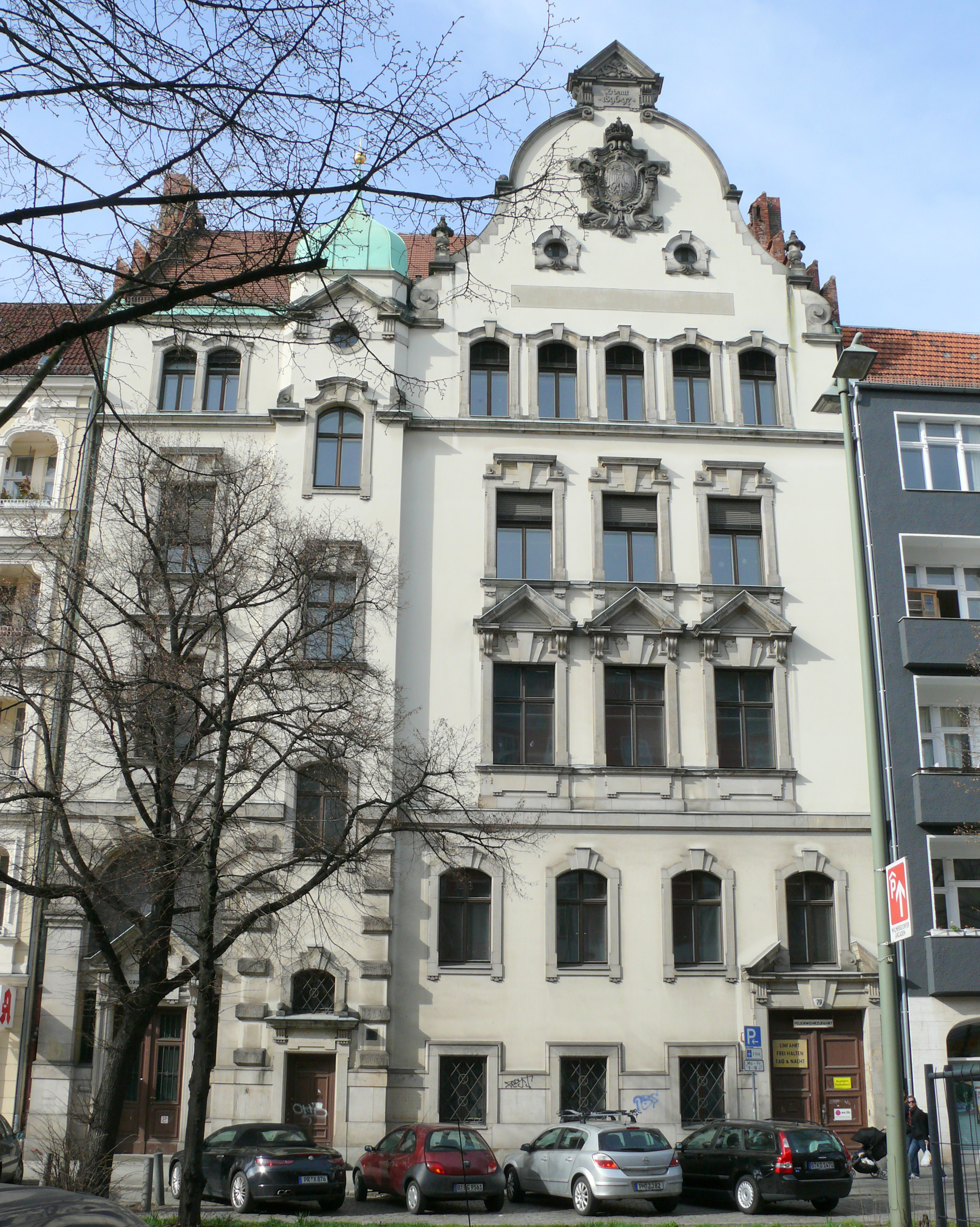
Ehemaliges Strafgericht, Kantstraße 79

Für die damaligen Strafabteilungen des Gerichts wurde 1896/1897 nach Entwurf von Adolf Bürckner und Eduard Fürstenau auf dem Grundstück Kantstraße 79 ein Nebengebäude (Außenstelle Kantstraße) im Neorenaissancestil mit angeschlossenem Gefängnisbau im Blockinneren errichtet, das bis 2010 wechselnd genutzt (u. a. Grundbuchamt, zuletzt Nachlassabteilungen) und dann zwecks Veräußerung der Liegenschaft für die gerichtliche Nutzung aufgegeben wurde.
Der Gefängnistrakt wurde mit roten Verblendern und reichhaltigem Bauschmuck als Vollzugsanstalt für weibliche Jugendliche ausgeführt. Das Gefängnis war zwischen 1933 und 1945 mit Regimegegnern, ab 1939 ausschließlich mit Frauen belegt. In den Jahren von 1942 bis 1945 wurde das Gefängnis von der Fürsorgerin Änna Wieder geleitet, die dafür bekannt war, dass sie die Frauen menschlich behandelte und Vergünstigungen gewährte.